# Estación de Ribeirão Vermelho
La Estación de Ribeirão Vermelho es una estación de tren del municipio brasileño de Ribeirão Vermelho, en Minas Gerais. Fue inaugurada el 14 de abril de 1888, en el tiempo del Ferrocarril Oeste de Minas, con el nombre de Lavras.
Los últimos trenes de pasajeros llegaron a la estación en la primera mitad de la década de 1980. Actualmente el edificio de la estación todavía está en condiciones aceptables. Además, existe una vieja rotonda, hoy en ruinas, considerada la mayor de América Latina. Cerca de la estación se encuentra un puente rodoferroviario sobre el río Grande.
El complejo ferroviario de la ciudad contribuyó significativamente a fomentar el turismo. La estación está bajo el control del Ferrocarril Centro-Atlântica.